# Zhao Yuan
Zhao Yuan (xinès simplificat: 赵原; xinès tradicional: 趙原; pinyin: Zhào Yuán) fou un pintor xinès que va viure sota la dinastia Yuan i la dinastia Ming. Va néixer a Yin Cheng actualment Yingxian, província de Shandong. No es coneixen les dates exactes del seu naixement ni de la seva mort. Va residir a Suzhou. Va ser condemnat a mort per ordre de l'emperador.
El seu estil presenta similituds amb el de Wang Meng. De les obres que es conserven d'aquesta artista cal mencionar el Pavelló del sostre de palla. Obres de Zhao Yuan es troben al següents museus: Acadèmia de les Arts d'Honolulu, Museu de Xangai i el Museu Nacional del Palau de Taipei.